# Фрагменти мови закоханого
Фрагменти Мови Закоханого (фр. Fragments d’un discours amoureux) — праця Ролана Барта, датована 1977 роком, яка демонструє фундаментальний аналіз любовного дискурсу, акту висловлення «закоханого суб'єкта». «Фрагменти» — «словник» мови закоханого, що містить перелік «фігур», уламків любовного дискурсу, які суб'єкти застосовують при вербальній комунікації.
Аналізуючи любовний дискурс, Ролан Барт спирається на власне прочитання літературних творів, будь то романів, таких як «Страждання молодого Вертера», які відіграють важливу роль, або будь-яких інших форм мистецтва і творчості, які він поєднує з власним досвідом і відображенням, а іноді і з приватними дискусіями, щоб сформувати цілісний любовний дискурс. Ця праця є «пропозицією» шляхів дослідження вербальної складової дискурсу «закоханого суб'єкта», які здатні пояснити, або принаймні прояснити будь-який досвід феномену кохання стосовно мови. Для Ролана Барта «закоханий» — «не є носієм певних симптомів», для нього «закоханий» постає культурним суб'єктом, мова якого є відтиском певного коду. Варто зазначити те, що Ролан Барт не окреслює ґендерної специфіки дискурсу. Важливою є наявність цього «закоханого суб'єкта», а чи чоловік він, чи жінка, це вже не має істотного значення. Надія Ползікова, культурологиня і літературознавиця, аналізуючи «Фрагменти мови закоханого» назвала це — «коханням-унісекс».
Різні «фрагменти», або повідомлення («Ревнощі», «Зізнання» або навіть «Катастрофа»), які формують структуру книги, Ролан Барт подає в невимушених посиланнях, з метою якомога істотніше пояснити власну думку. Праця «Фрагменти Мови Закоханого» залишається своєрідним «виключенням з правил» на просторах літературної галузі любовного дискурсу, яка залишається досить обмеженою.

## Зміст
«Фрагменти Мови Закоханого» складаються з коротких розділів із зазначенням певної точки зору, що з'єднує різні фрагменти, повідомлення, згруповані там. Однак ці замітки не зводяться до цих поглядів, про що свідчать певні відгомони між різними уривками праці. За алфавітним порядком, Ролан Барт формує набір так званих «фігур», що є маркерами, або шаблонами тих, чи інших дискурсів кохання.

## Вплив
Книга була адаптована у гонконгському фільмі режисерами Дереком Цангом та Джиммі Ваном під назвою «Дискурс кохання» [Архівовано 15 грудня 2019 у Wayback Machine.]. Фільм змальовує чотири взаємопов'язані історії кохання.
У 2017 році французька режисерка Клер Дені адаптувала книгу у фільмі «Нехай світить сонце».